# Sân vận động Delle Alpi
Sân vận động Delle Alpi (tiếng Ý: Stadio delle Alpi) là một sân vận động bóng đá và điền kinh đã phá dỡ ở Torino, Ý. Đây là sân nhà của các câu lạc bộ Juventus F.C. và Torino F.C. từ năm 1990 đến năm 2006. Tên của sân có nghĩa là "Sân vận động của dãy Alps", nhằm liên tưởng đến dãy núi Alps gần đó.
Sân vận động đã bị phá bỏ vào năm 2009 và cả hai câu lạc bộ đều chuyển đến Sân vận động Olimpico được xây dựng lại. Sân vận động mới của Juventus, Sân vận động Juventus, được xây dựng trên địa điểm của Sân vận động Alpi trước đây và được khánh thành vào năm 2011.
Được thiết kế bởi kiến trúc sư Studio Hutter, Sân vận động Alpi ban đầu được xây dựng vào năm 1990 để tổ chức các trận đấu của Giải vô địch bóng đá thế giới 1990 và cũng để thay thế cho Sân vận động Olimpico đã bị xuống cấp, sau đó được gọi là Sân vận động Thành phố. Sân vận động này có sức chứa ban đầu là 69.041 khán giả. Tuy nhiên, do các quy định của FIFA liên quan đến việc phân tách cổ động viên đội nhà và đội khách, sức chứa thực tế đã giảm xuống còn 67.229 người.